# Olimpia-Stadion
Olimpia-Stadion este un cartier rezidențial din Timișoara, în care se află Stadionul Dan Păltinișanu, Sala Sporturilor „Constantin Jude” și Hotelul Boavista.